# Jitex Mölndal BK
Jitex Mölndal BK ist ein Frauenfußballverein aus Mölndal, einem Vorort von Göteborg (Schweden). Der Verein, der lange Zeit als Jitex BK bekannt war, wurde am 21. Januar 1971 gegründet und gehörte in den 1970er bis frühen 1990er Jahren zu den führenden Frauenteams im schwedischen Fußball. Der Vereinsname kommt vom Hauptsponsor des Vereins, dem Modehaus „Jitex“.

## Geschichte
Die erfolgreichste Zeit hatte der Club in den 1970er und 1980er Jahren. Sechsmal wurde der Verein schwedischer Meister. Den Pokal konnte Jitex dreimal gewinnen. Überhaupt war Jitex BK der erste schwedische Pokalsieger im Frauenfußball. Anfang der 1990er Jahre plagten finanzielle Sorgen den Verein. 1993 fusionierte der Jitex mit der Frauenfußball-Abteilung des Lokalrivalen GAIS. Fortan nannte sich der Verein Jitex BK/JG 93, musste jedoch 1997 absteigen. Erst 2005 gelang die Rückkehr in die Damallsvenskan, worauf der direkte Wiederabstieg folgte. In der Spielzeit 2009 gelang als Staffelsieger im Süden der abermalige Aufstieg in die Damallsvenskan, der Klub hielt sich anschließend bis zum Ende der Spielzeit 2014, als die Frauschaft alle 20 Ligaspiele verlor, in der höchsten Spielklasse. 
Nach dem Abstieg nahm der Klub seinen Heimatort explizit in den Vereinsnamen auf und benannte sich in Jitex Mölndal BK um. Allerdings blieb der Erfolg aus, der Klub stieg nach fünf Saisonsiegen in 26 Spielen direkt aus der Elitettan ab. Zwar wurde die Mannschaft in den folgenden Jahren regelmäßig Meister in der drittklassigen Division 1 Norra Götaland, scheiterte aber in den Aufstiegsspielen zur zweiten Liga jeweils mit zwei Niederlagen 2016 an Västerås BK, 2017 an Asarums IF und 2018 an Borgeby FK.

## Stadion
Der Verein trägt seine Heimspiele im Stadion Åbyvallen aus.

## Erfolge
- Schwedischer Meister 1974, 1976, 1979, 1981, 1984, 1989 (6)
- Schwedischer Pokalsieger 1981, 1982, 1984 (3)